# Tatowie
Tatowie (ros. таты) – naród zamieszkujący Federację Rosyjską, ogółem ok. 19,4 tys. osób, z tego w Dagestanie ok. 15 tys. (2001 r.), a w Azerbejdżanie ok. 10,2 tys.
Przyjmuje się, iż Tatowie są potomkami plemion perskich, które osiadły w górach Kaukazu w V i VI w.
Tatowie posługują się językiem tackim, należącym do grupy języków irańskich, choć większość zna także rosyjski lub język azerski. Język tacki jest blisko spokrewniony z perskim.
Wyznają islam szyicki, część chrześcijaństwo monofizyckie, natomiast grupa Tatów, zwana Żydami górskimi wyznaje także judaizm. Kwestią dość dyskusyjną jest poczucie wzajemnej więzi wszystkich tych grup, zwłaszcza górskich Żydów z pozostałymi, tym bardziej, że w ostatnich latach nasila się emigracja Żydów górskich do Izraela.